# Deep River Quartet
The Deep River Quartet was een Nederlandse closeharmonygroep met een breed repertoire met plaats voor gospel, swing, soul, blues, ballads, pop, jazz en opera.

## Biografie
In 1968, op zeventienjarige leeftijd, krijgt Sybrandus Finck zijn eerste rol als baszanger in het Jordan River Quartet. In 1971 valt deze groep echter uiteen, maar Finck, inmiddels verslingerd aan het kwartet-zingen,  besloot een eigen groep te vormen: The Deep River Quartet. Leden: Otmar Kortman, Eric Suyderhoud, Ton Eykelenboom en Sybrandus Finck, allen hbs-scholieren uit Huis ter Heide. 
Het kwartet won in 1972 meerdere eerste prijzen bij talentenjachten in Nederland. Tv-optredens volgden, en daarmee ook landelijke bekendheid en het eerste platencontract bij Phonogram. In 1977 werd een tweede plaat opgenomen in een nieuwe bezetting: eerste tenor is Eric Suyderhoud, tweede tenor Kees Hendriks, bariton Peter Mouthaan en bas Sybrandus Finck. Suyderhoud maakte in 1979 plaats voor Dick Rietveld. Bariton Mouthaan verliet in 1981 de groep en werd opgevolgd door Walter Bijker. 
Aanvankelijk stonden alleen negrospirituals en gospels op het programma, maar langzamerhand breidde de groep het repertoire uit met seculier werk. Daarbij was niet alleen The Golden Gate Quartet een inspiratiebron, maar ook werk van The Ink Spots, The Mills Brothers en The Delta Rhythm Boys bepaalde de repertoirekeuze. Met deze wereldse formule had het kwartet al snel succes. In 1983 haalde de groep de Nederlandse Top 40 met de single Swing Is The Thing. 
Met het uitbrengen van de derde elpee in 1984 veroverde het kwartet een vaste positie in de Nederlandse showbusiness. Zanger Placido Hazel volgde in 1989 Kees Hendriks op en bracht niet alleen een geweldige stem maar ook de factor 'entertainment' mee. Toen in 1996 Walter Bijker vertrok werd hij vervangen door de uit de popwereld afkomstige Ace Vincent. De stemverdeling was nu: eerste tenor Dick Rietveld, tweede tenor Ace Vincent, bariton Placido Hazel en bas Sybrandus Finck. 
Placido Hazel verliet de groep in 2002 en werd vervangen door bariton Gene Alexander, die in 2005 plaats maakte voor Brian Sporkslede. 
Rond mei 2013 verliet Brian Sporkslede de groep. In april 2014 kondigde het kwartet aan dat het doek definitief was gevallen. Op 8 november 2014 overleed Dick Rietveld aan de gevolgen van een hersenbloeding.
Tientallen albums en vele (wereld-)tournees heeft The Deep River Quartet in zijn 43 jaar van bestaan gerealiseerd.

## Discografie

### Albums
- My Lord What A Morning (1972, Fontana)
- Get Right With God (1978, Free)
- Livin’ In A Memory (1983, Sky)
- Swinging The Spiritual (1983, Fontana)
- Real McCoy (1984, Sky)
- I’ll Be Home For Christmas (Sky, 1984)
- Star Spangled Rhythm (1985, Sky)
- Live Jubilee (1986, Sky)
- Best Of Swinging & Singing (1988, Telstar)
- Merry Christmas To All Of You (1990, Telstar)
- Shine On (1991, Sky)
- Portrait (1993, Polydor)
- As Time Goes By (1996, Marlstone)
- Bright Side Of The Road (1998, Universal)
- De Jaren 90 Hits (1998, Telstar)
- Best Of The Deep River Quartet (1999, Mercury)
- Hark The Herald Angels Sing (1999, Mercury)
- Christmas In York (2004 DVD DTM)
- Live At The Green Pavilion (2004, DTM)
- Old Skool Harmony Live (2006, Deep River)
- Swing Long (2009, CoolTracks)
- Christmas In Concert (2010, CoolTracks)

### Singles
- I Don’t Want To Set The World On Fire/Pray For The Lights (1982, DRQ)
- Swing Is The Thing/Jukebox Saturday Night (1984, Sky, Top 40)
- Mr. Paganini/Say Something Sweet (1984, Sky)
- Star Spangled Rhythm/Address Unknown (1985, Sky)
- Into Each Life Some Rain Must Fall/In The Shade Of The Old Appletree (1985, Sky)
- Ol’ Time Spiritual/Slap That Bass (1986, Sky)
- Choo Choo Ch’boogie/Pork, Chops & Gravy (1987, Sky)
- Roses Of Picardy/Standin’ By The Bedside (1988, Sky)
- Margie/When The Moon Goes Down (1988, Sky)
- Sunny Side Of The Street/If I Didn’t Care (1989, Sky)
- For You My Love/Opus One (1991, Sky)
- Bright Side Of The Road/Ev’ry Time I Feel The Spirit (1998, Universal)

### Dvd's
- Live At The Green Pavilion (2004, DTM)
- Christmas In York (2004, DTM)